# Paraíba FM
Paraíba FM foi uma emissora de rádio brasileira sediada em João Pessoa, capital do estado da Paraíba. Operava no dial FM, na frequência 101,7 MHz. Pertenceu a Rede Paraíba de Comunicação, tendo sido fundada em 1988 com o nome de Cidade FM. A rádio foi extinta em 2013, sendo substituída pela sua coirmã CBN João Pessoa, que já operava no dial AM.

## História
A emissora entrou no ar em 1º de dezembro de 1988 como afiliada da Rede Cidade (sediada no Rio de Janeiro), tornando-se afiliada da Jovem Pan FM em meados de setembro de 1994. Operando como afiliada da Jovem Pan FM, a rádio conseguiu ficar na liderança entre as rádios jovens por muito tempo.
Em janeiro de 2005, a Transamérica Pop saiu do ar em João Pessoa para dar lugar a Mix FM na frequência 93.7, assim a Mix FM João Pessoa foi superando aos poucos a Jovem Pan FM. Dois anos depois, a Mix FM dava sinais de que estava superando em João Pessoa a sua principal concorrente nacional. Após a saída da Jovem Pan FM, a Mix FM ficou como a única emissora jovem no estado. Sem a rival, aumentou ainda mais sua audiência.
Em 2008, o resultado especial de rádios do IBOPE mostrou que a mudança da Jovem Pan para 101 FM não foi boa para a Rede Paraíba de Comunicação. A emissora passou a ocupar o décimo lugar no ranking de audiência e a Mix FM subiu para o terceiro lugar.
Em 2011, a Rede Paraíba de Comunicação contratou o multimídia Gutemberg Cardoso para gerenciar a emissora, reformular a programação e torná-la mais competitiva. Com sua nova roupagem, a 101 FM passou a se chamar Paraíba FM, com novos programas e novos comunicadores, a partir do dia 15 de março de 2011.
Em 1º de fevereiro de 2013 a Rede Paraíba de Comunicação extinguiu toda a programação musical e jornalística da emissora para a partir de 2 de fevereiro, passar a retransmitir a programação "all news" da Central Brasileira de Notícias que já estava sendo veiculada na frequência 920 kHz da faixa AM.